# سلئو کینگ
سلئو کینگ (به انگلیسی: Cleo King) (زاده ۲۱ اوت ۱۹۶۲) بازیگر آمریکایی است.
از فیلم‌های معروف او می‌توان به بازی در فیلم پاین‌اپل اکسپرس اشاره کرد.